# أندري باريك
اندري باريك (بالإنجليزية: Andrij Parekh)‏ (و. 1971 – م) هو مصور سينمائي من الولايات المتحدة الأمريكية. ولد في كامبريدج، ماساتشوستس.

## التعليم
تعلم في مدرسة تيش العليا للفنون.

## وصلات خارجية
- أندري باريك على موقع IMDb (الإنجليزية)
- أندري باريك على موقع قاعدة بيانات الأفلام العربية
- أندري باريك على موقع ألو سيني (الفرنسية)
- أندري باريك على موقع أول موفي (الإنجليزية)
- أندري باريك على موقع قاعدة بيانات الأفلام السويدية (السويدية)
- أندري باريك على موقع قاعدة بيانات الفيلم (الإنجليزية)
- أندري باريك على موقع كينوبويسك (الروسية)